# 広台太田町
広台太田町（ひろだいおおたまち）は、神奈川県横浜市神奈川区の町名。丁目のない単独町名である。住居表示未実施。

## 地理
神奈川区中部に位置する。南端に国道1号（第二京浜国道）、中央を東西に国道1号（横浜新道の一般道路区間）が通り、両道の間に神奈川区役所と神奈川スケートリンク、反町公園の一部が掛かる。町の北部に東急東横線が通り、1926年から1946年までの間新太田町駅が置かれていた。1949年には反町公園で開催された日本貿易博覧会のアクセスとして、同駅の位置に博覧会場前駅として復活した。東横線は2004年に地下化され、跡地は東横フラワー緑道として整備されている。
面積は0.044km2。

## 歴史
古くは橘樹郡神奈川町大字青木の一部で、1901年（明治34年）に横浜市に編入、横浜市青木町の一部となる。広台太田町は1932年（昭和7年）1月1日、青木町字広台および太田町から新設された。1978年（昭和53年）9月10日、西神奈川地区の土地区画整理事業に伴い、旭ケ丘、平川町、二ツ谷町との境界を変更した。

## 世帯数と人口
2025年（令和7年）6月30日現在（横浜市発表）の世帯数と人口は以下の通りである。
| 町丁       | 世帯数  | 人口  |
| ---------- | ------- | ----- |
| 広台太田町 | 534世帯 | 863人 |

### 人口の変遷
国勢調査による人口の推移。
| 年                 | 人口 |
| ------------------ | ---- |
| 1995年（平成7年）  | 469  |
| 2000年（平成12年） | 420  |
| 2005年（平成17年） | 631  |
| 2010年（平成22年） | 751  |
| 2015年（平成27年） | 725  |
| 2020年（令和2年）  | 773  |

### 世帯数の変遷
国勢調査による世帯数の推移。
| 年                 | 世帯数 |
| ------------------ | ------ |
| 1995年（平成7年）  | 194    |
| 2000年（平成12年） | 189    |
| 2005年（平成17年） | 301    |
| 2010年（平成22年） | 371    |
| 2015年（平成27年） | 378    |
| 2020年（令和2年）  | 445    |

## 学区
市立小・中学校に通う場合、学区は以下の通りとなる（2024年11月時点）。
| 番地 | 小学校             | 中学校               |
| ---- | ------------------ | -------------------- |
| 全域 | 横浜市立二谷小学校 | 横浜市立栗田谷中学校 |

## 事業所
2021年（令和3年）現在の経済センサス調査による事業所数と従業員数は以下の通りである。
| 町丁       | 事業所数 | 従業員数 |
| ---------- | -------- | -------- |
| 広台太田町 | 44事業所 | 1,149人  |

### 事業者数の変遷
経済センサスによる事業所数の推移。
| 年                 | 事業者数 |
| ------------------ | -------- |
| 2016年（平成28年） | 44       |
| 2021年（令和3年）  | 44       |

### 従業員数の変遷
経済センサスによる従業員数の推移。
| 年                 | 従業員数 |
| ------------------ | -------- |
| 2016年（平成28年） | 476      |
| 2021年（令和3年）  | 1,149    |

## 施設
- 神奈川区総合庁舎
  - 横浜市神奈川区役所
  - 横浜市神奈川消防署[18]
  - 神奈川県神奈川県税事務所
- 横浜銀行アイスアリーナ[19]
- トヨタカローラ神奈川 神奈川店

## その他

### 日本郵便
- 郵便番号 : 221-0824[3]（集配局：神奈川郵便局[20]）

### 警察
町内の警察の管轄区域は以下の通りである。
| 番地 | 警察署       | 交番     |
| ---- | ------------ | -------- |
| 全域 | 神奈川警察署 | 反町交番 |

## 参考資料
- 『県別マップル 神奈川県広域・詳細道路地図』2006年4刷 昭文社 ISBN 9784398626998
- ちず丸（昭文社）2010年12月13日閲覧
- “横浜市町区域要覧” (PDF).   横浜市市民局 (2016年6月). 2022年9月6日閲覧。